# Smicroloba galactea
Smicroloba galactea är en fjärilsart som beskrevs av George Francis Hampson 1910. Smicroloba galactea ingår i släktet Smicroloba och familjen nattflyn. Inga underarter finns listade i Catalogue of Life.